# Cézac (Gironde)
Cézac is een gemeente in het Franse departement Gironde (regio Nouvelle-Aquitaine). De plaats maakt deel uit van het arrondissement Blaye. Cézac telde op 1 januari 2022 2.740 inwoners.

## Geografie
De oppervlakte van  bedroeg op 1 januari 2022 19,16 vierkante kilometer; de bevolkingsdichtheid was toen 143 inwoners per km².

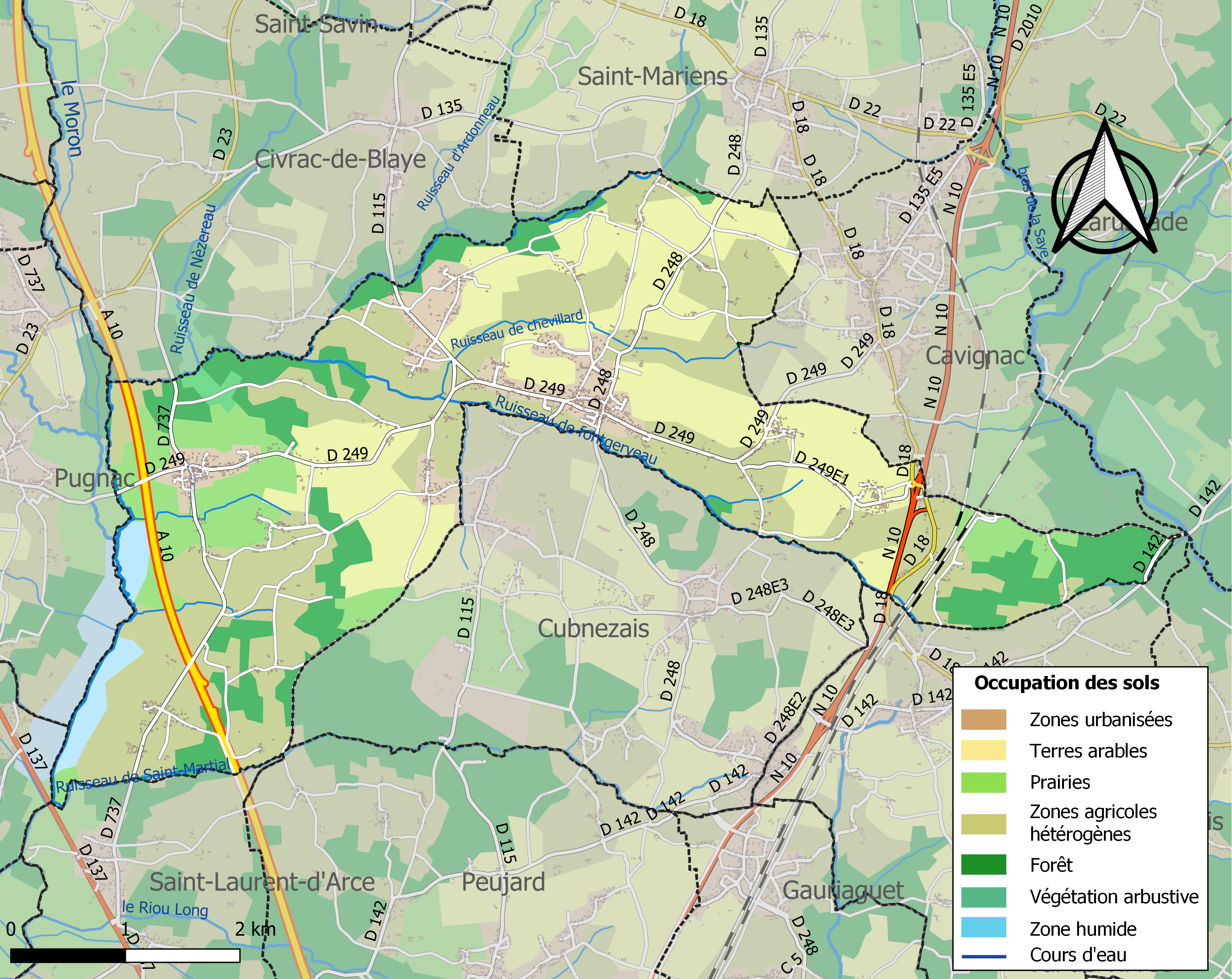
Kaart van de gemeente met belangrijkste infrastructuur, bodemgebruik en omliggende gemeenten

## Demografie
Onderstaande figuur toont het verloop van het inwonertal (bron: INSEE-tellingen).

## Galerij

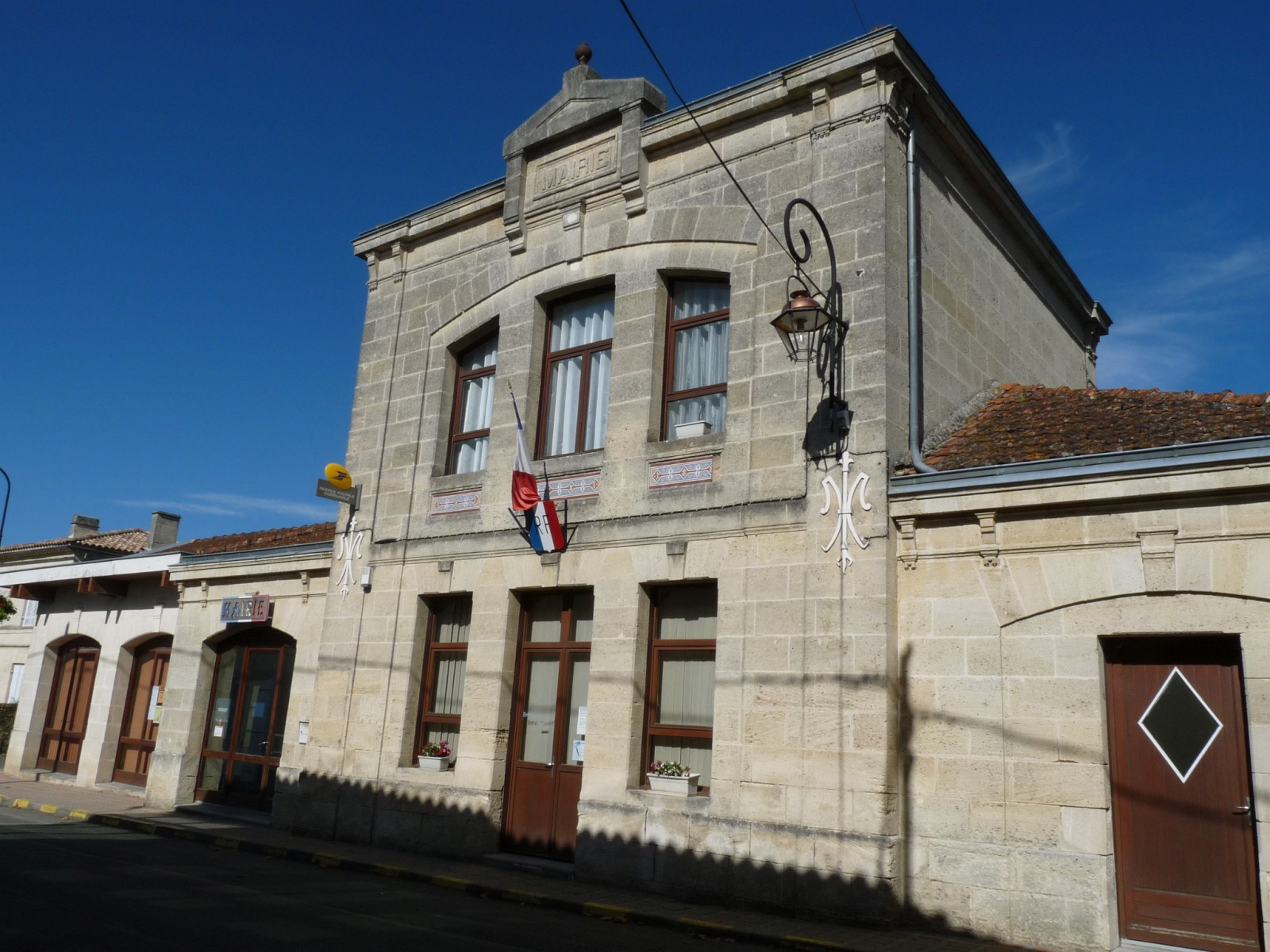
Gemeentehuis
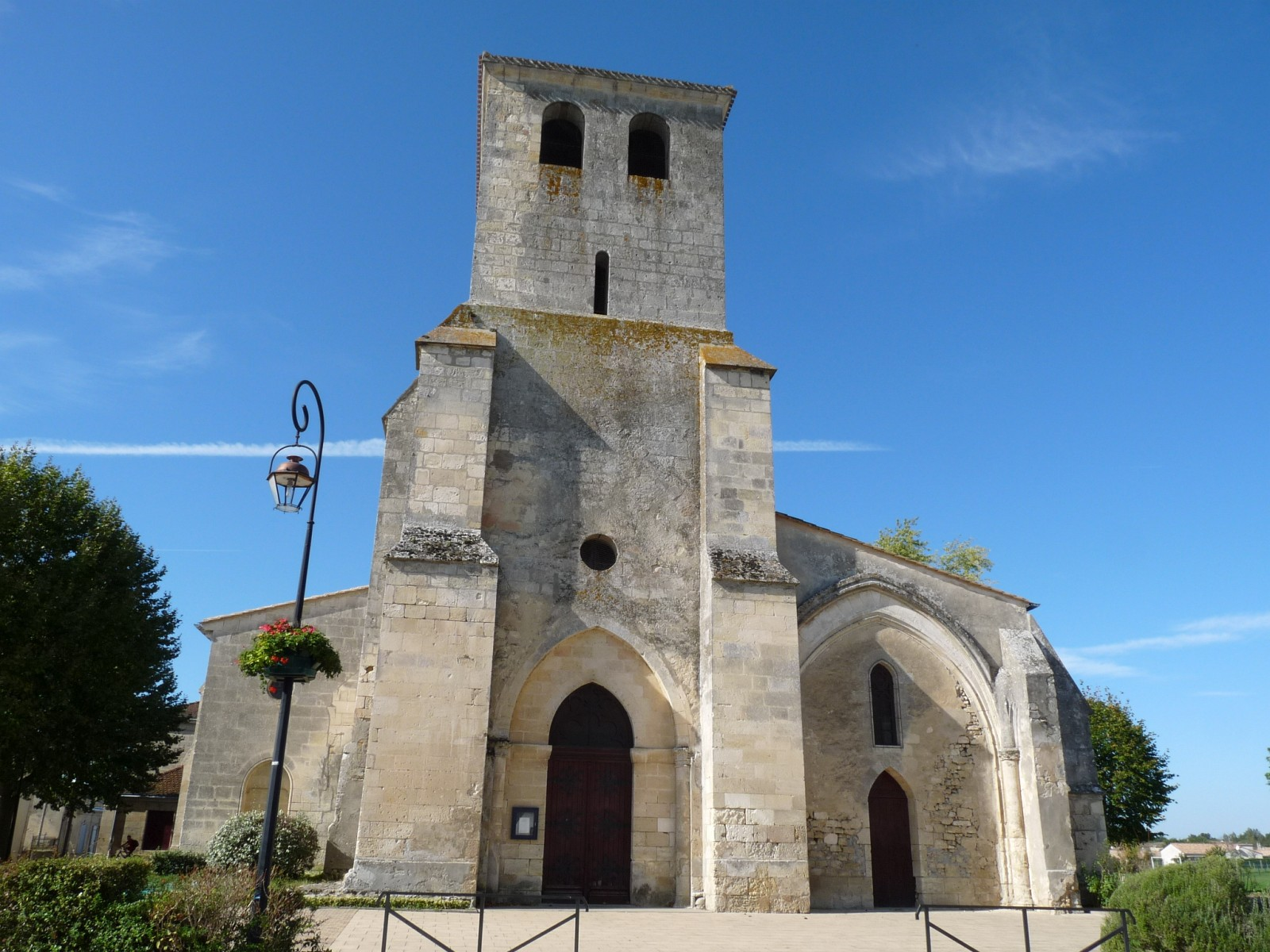
Église Saint-Pierre
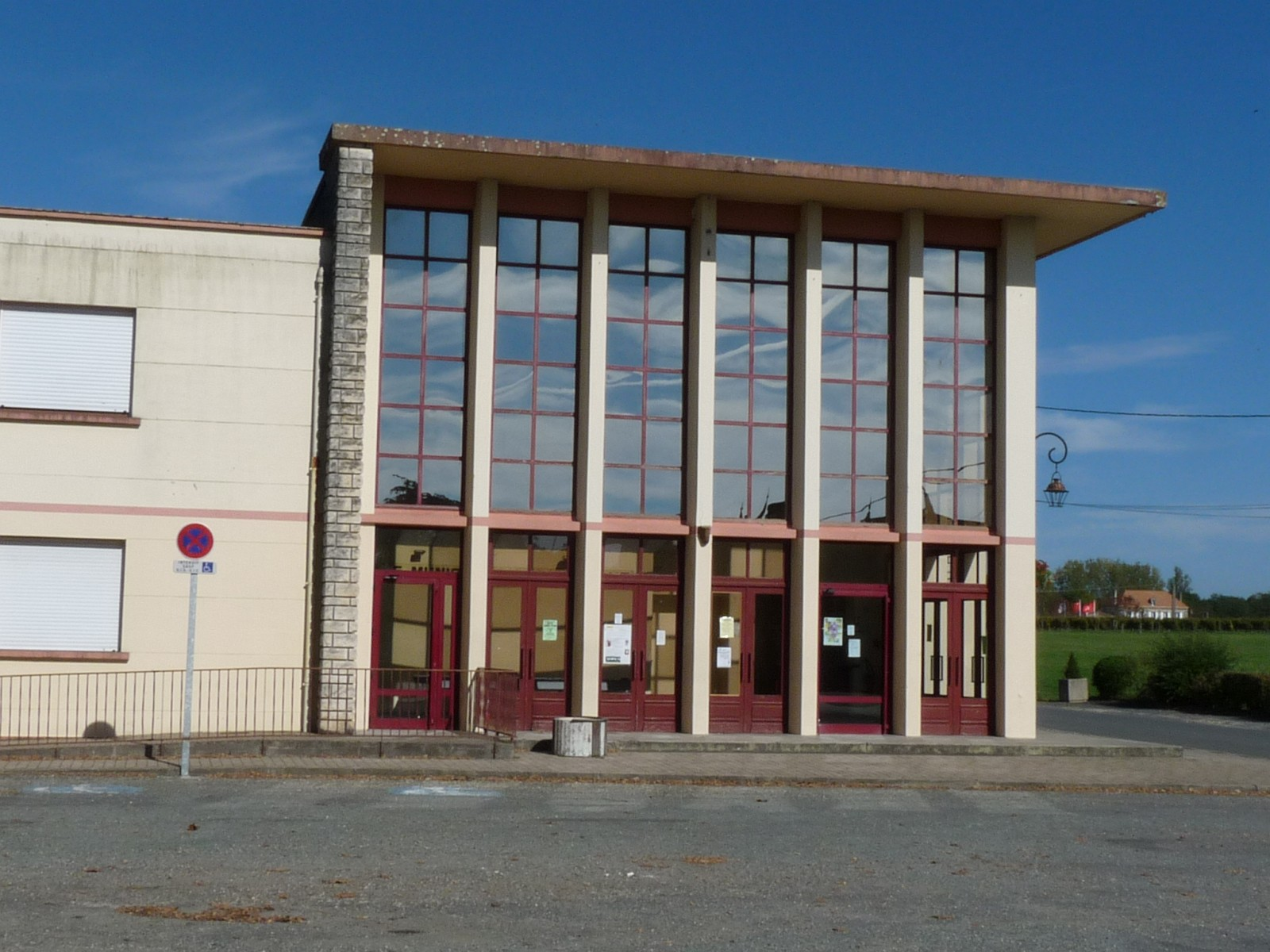
Feestzaal